# بل ایر (کالیفرنیا)
بل ایر (به انگلیسی: Bel Aire) یک منطقهٔ مسکونی در ایالات متحده آمریکا است که در تیبورون، کالیفرنیا واقع شده‌است. بل ایر ۶ متر بالاتر از سطح دریا واقع شده‌است. این منطقه دارای سه مدرسه است که در تیبورون قرار دارند: یک مدرسه ابتدایی در بل ایر برای (سنین ۳–۵)؛ و مدرسه دالی مار (سنین ۶–۸). هرسه مدرسه وابسته به «دانشکده‌های برجسته کالیفرنیا» هستند و تحت سرپرستی وزارت آموزش و پرورش ایالات متحده قرار دارد. مدرسه ابتدای سنت هیلاری، یک مدرسه ابتدایی کاتولیک برای کودکان است که در تیبورون می‌باشد.